# Élections fédérales suisses de 1925
Les élections fédérales suisses de 1925 se sont déroulées le 25 octobre 1925. Elles ont désigné la 27e législature depuis 1848. 
Au Conseil national, la gauche progresse avec le parti socialiste qui gagne 6 sièges et les Communistes qui en obtiennent 3. Avec 60 sièges, le Parti radical demeure le plus fort parti du pays, devant les socialistes (49 élus) et le groupe conservateur-catholique (42 élus). 
Ces élections désignèrent les 198 Conseillers nationaux et les 44 Conseillers aux États. Les députés furent élus pour une durée de 3 ans.
À Genève, l'Union de défense économique, parti populiste et anticommuniste qui représente le patronat et rassemble les libéraux et conservateurs, obtient un siège. 
Au Conseil des États, sur 44 sièges, le PSS obtient un deuxième siège et le Parti conservateur populaire augmente sa représentation à 18 sièges (+1) alors que les Radicaux en perdent 2.

## Législature 1925-1928
|  | Partis                                   | Sigles | Tendances politiques            | Sièges au CN | Sièges au CE |
|  | ---------------------------------------- | ------ | ------------------------------- | ------------ | ------------ |
|  | Parti radical-démocratique               | PRD    | radical/protestant              | 60           | 21           |
|  | Parti socialiste                         | PSS    | socialiste                      | 49           | 2            |
|  | Parti conservateur populaire             | PCP    | conservateur/catholique         | 42           | 18           |
|  | Parti des paysans, artisans et bourgeois | PAB    | agrarien/protestant             | 30           | 1            |
|  | Parti libéral démocratique               | PLD    | libéral/conservateur/protestant | 7            | 1            |
|  | Parti démocratique                       | DEM    | progressiste                    | 5            | 1            |
|  | Parti communiste                         | PC     | communiste                      | 3            | -            |
|  | Parti chrétien-protestant                | PCP    | conservateur/protestant         | 1            | -            |
|  | Union de défense économique              | UDE    | antiétatisme                    | 1            | -            |